# Роландо Мандрагора
Роландо Мандрагора (італ. Rolando Mandragora, нар. 29 червня 1997, Неаполь) — італійський футболіст, півзахисник «Фіорентини» та національної збірної Італії.

## Клубна кар'єра
Народився 29 червня 1997 року в місті Неаполь. Вихованець футбольної школи клубу «Дженоа». У 2014 році він був включений в заявку основної команди на сезон. 29 жовтня у матчі проти «Ювентуса» Роландо дебютував у Серії А. Всього за сезон молодий півзахисник зіграв у п'яти іграх чемпіонату.
Влітку 2015 року для отримання ігрової практики він на правах оренди перейшов в «Пескару». 11 вересня в поєдинку проти «Перуджі» він дебютував у Серії Б. На початку 2016 року Мандрагора підписав п'ятирічний контракт з «Ювентусом». Сума трансферу склала 6 млн євро, втім для отримання ігрової практики Роландо до літа залишився в «Пескарі».
В серпні 2016 року Мандрагора переніс операцію на стопі, після якої змушений був пропустити чотири місяці. Він повернувся в лютому 2017 року і став потрапляти в заявку «Ювентуса». 23 квітня 2017 року в матчі проти «Дженоа» він дебютував за основний склад. Цей матч так і залишився єдиним для Мандрагори за першу команду «старої синьйори», ставши з нею того року чемпіоном Італії.
Влітку 2017 року Мандрагора на правах оренди перейшов у «Кротоне». 20 серпня в матчі проти «Мілану» він дебютував за новий клуб. 24 вересня в поєдинку проти «Беневенто» Роландо забив свій перший гол за «Кротоне».
Влітку 2018 року Мандрагора перейшов в «Удінезе», підписавши контракт на 5 років. Сума трансферу склала 20 млн євро, але у туринців залишилось право першочергового викупу футболіста назад. У матчі проти «Парми» він дебютував за нову команду. Протягом 2,5 сезонів відіграв за команду з Удіне 71 матч у національному чемпіонаті.
У січні 2021 року на правах оренди перейшов до «Торіно», за який відіграв півтора сезони.
4 липня 2022 року уклав повноцінний контракт з «Фіорентиною».

## Виступи за збірні
2013 року дебютував у складі юнацької збірної Італії, взяв участь у 15 іграх на юнацькому рівні, відзначившись одним забитим голом.
2017 року у складі збірної Італії до 20 років поїхав на молодіжний чемпіонат світу у Південній Кореї, на якому зіграв у шести іграх, а в матчі за 3-тє місце забив свій післяматчевий пенальті у ворота Уругваю, допомігши своїй команді здобути бронзові нагороди турніру.
У складі молодіжної збірної поїхав на домашній молодіжний чемпіонат Європи 2019 року, де був капітаном команди.
1 червня 2018 року дебютував в офіційних матчах у складі національної збірної Італії в товариській грі проти Франції (1:3).

## Статистика виступів

### Статистика клубних виступів
Станом на 21 серпня 2022
| Сезон               | Команда             | Чемпіонат           | Чемпіонат | Чемпіонат | Національний кубок | Національний кубок | Національний кубок | Континентальні кубки | Континентальні кубки | Континентальні кубки | Інші змагання | Інші змагання | Інші змагання | Усього | Усього |
| Сезон               | Команда             | Ліга                | Ігор      | Голів     | Ліга               | Ігор               | Голів              | Ліга                 | Ігор                 | Голів                | Ліга          | Ігор          | Голів         | Ігор   | Голів  |
| ------------------- | ------------------- | ------------------- | --------- | --------- | ------------------ | ------------------ | ------------------ | -------------------- | -------------------- | -------------------- | ------------- | ------------- | ------------- | ------ | ------ |
| 2014–15             | «Дженоа»            | A                   | 5         | 0         | КІ                 | 0                  | 0                  | -                    | -                    | -                    | -             | -             | -             | 5      | 0      |
| 2015–16             | «Пескара»           | B                   | 26        | 0         | КІ                 | 1                  | 0                  | -                    | -                    | -                    | -             | -             | -             | 27     | 0      |
| 2016–17             | «Ювентус»           | A                   | 1         | 0         | КІ                 | 0                  | 0                  | ЛЧ                   | 0                    | 0                    | СІ            | 0             | 0             | 1      | 0      |
| 2017–18             | «Кротоне»           | A                   | 36        | 2         | КІ                 | 1                  | 0                  | -                    | -                    | -                    | -             | -             | -             | 37     | 2      |
| 2018–19             | «Удінезе»           | A                   | 35        | 3         | КІ                 | 1                  | 0                  | -                    | -                    | -                    | -             | -             | -             | 36     | 3      |
| 2019–20             | «Удінезе»           | A                   | 26        | 0         | КІ                 | 2                  | 3                  | -                    | -                    | -                    | -             | -             | -             | 28     | 3      |
| 2020-січ. 2021      | «Удінезе»           | A                   | 10        | 0         | КІ                 | 0                  | 0                  | -                    | -                    | -                    | -             | -             | -             | 10     | 0      |
| Усього за «Удінезе» | Усього за «Удінезе» | Усього за «Удінезе» | 71        | 3         |                    | 3                  | 3                  |                      | -                    | -                    |               | -             | -             | 74     | 6      |
| січ.-черв. 2021     | «Торіно»            | A                   | 13        | 3         | КІ                 | 0                  | 0                  | -                    | -                    | -                    | -             | -             | -             | 13     | 3      |
| 2021–22             | «Торіно»            | A                   | 21        | 0         | КІ                 | 2                  | 1                  | -                    | -                    | -                    | -             | -             | -             | 23     | 1      |
| Усього за «Торіно»  | Усього за «Торіно»  | Усього за «Торіно»  | 38        | 3         |                    | 2                  | 1                  |                      | -                    | -                    |               | -             | -             | 40     | 4      |
| 2022–23             | «Фіорентина»        | A                   | 2         | 1         | КІ                 | 0                  | 0                  | ЛК                   | 1                    | 0                    | -             | -             | -             | 3      | 1      |
| Усього за кар'єру   | Усього за кар'єру   | Усього за кар'єру   | 179       | 9         |                    | 7                  | 4                  |                      | 1                    | 0                    |               | 0             | 0             | 187    | 13     |